# 브뤼노 크레메르
브뤼노 크레메르(Bruno Cremer, 1929년 10월 6일 ~ 2010년 8월 7일)는 프랑스의 배우이다.

## 출연 작품

### 영화
- 저 높은 곳, 구름 위의 한 왕 (2003)
- 사랑의 추억 (2000)
- 위기의 두 형사 (1989, L'Union sacrée)
- 암즈 (1989)
- 하얀 면사포 (1989)
- 이브닝 드레스 (1986, Tenue de soirée)
- 시실리 마피아 (1984)
- 위험의 대가 (1983)
- 무연탄 (1980)
- 어떤 이혼녀 (1978)
- 소서러 (1977)
- 스페셜 섹션 (1975)
- 세이프티 캐치 (1970)
- 이방인 (1967)
- 오브젝티프: 500 밀리언스 (1966)
- 파리는 불타고 있는가? (1966)
- 317번째 섹션 (1965)
- 쿠브라이 칸 (1965)

### 텔레비전
- 오퍼레이션 입실론 (1987, Opération Ypsilon)